# Chino hainanés

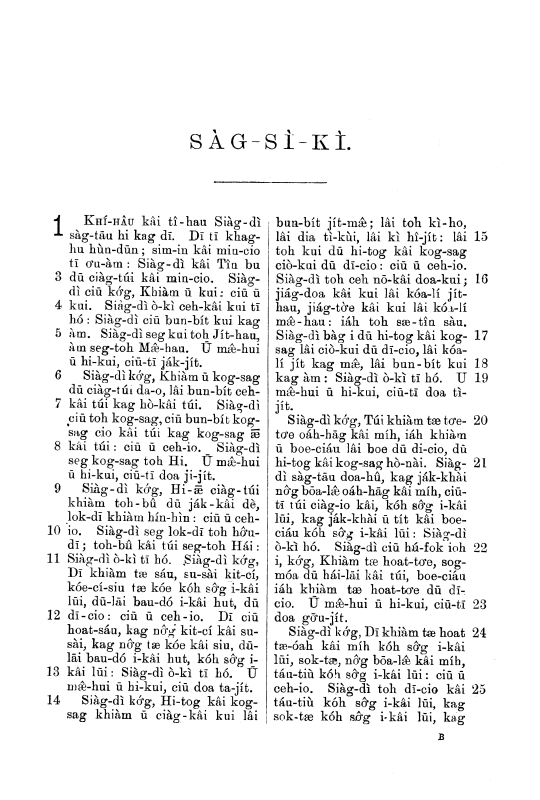
El Génesis en hainanés transcrito en el sistema bǽh-oe-tu

El hainanés (en chino tradicional, 海南話; en chino simplificado, 海南话; pinyin, hǎinánhuà; romanizado: hái-nâm-oe, pinyin hainanés: hhai3 nam2 ue1), también conocido como Qiongwen (琼文) o Qiongyu (琼语) es un grupo de variedades de Chino min que se hablan en la provincia de Hainan (al sur de China) y por los chinos de ultramar (como Malasia). En la clasificación de Yuan Jiahua se incluye en el grupo chino min nan, a pesar de que no es mutuamente inteligible con otras variedades como el hokkien–taiwanés o el teochew. En la clasificación de Li Rong, utilizada por el Atlas lingüístico de China, fue tratado como un subgrupo min separado. Hou Jingyi lo combinó con el min de Leizhou, hablado en la vecina península continental de Leizhou, en un grupo llamado Qiong-Lei.  El nombre "hainanés" también se utiliza para el idioma del pueblo Li que vive en Hainan, pero generalmente se refiere a las variedades min habladas en Hainan.

## Fonología
Las fonologías de las diferentes variedades de hainanés son bastante divergentes,  por lo que el dialecto de Wenchang  es el dialecto de prestigio y se utiliza como referencia. 

### Consonantes
A continuación una tabla de las consonantes del hainanés en los dialectos de Wenchang, Haikou y Banqiao.
|             |             | Labial   | Dental   | Dental   | Alveolo-palatal | Velar    | Glotal  |
| ----------- | ----------- | -------- | -------- | -------- | --------------- | -------- | ------- |
| Oclusiva    | sorda       | p爸 pa   | t洗 toi  | t洗 toi  |                 | k公 kong | ʔ啊 a   |
| Oclusiva    | aspirada    | pʰ婆 pho | tʰ       | tʰ       |                 | kʰ去 khu |         |
| Oclusiva    | sonora      | b        | d        | d        |                 | g我 gua  |         |
| Oclusiva    | implosiva   | ɓ北 ɓak  | ɗ茶 ɗei  | ɗ茶 ɗei  |                 | (ɠ)      |         |
| Africada    | sorda       |          |          | ts       | tɕ食 tsia       |          |         |
| Africada    | aspirada    |          |          | tsʰ      |                 |          |         |
| Africada    | sonora      |          |          | dz       | dʑ日 jit        |          |         |
| Fricativa   | sorda       | ɸ皮 fi   | θ        | s事 sei  | ɕ               | x        | h海 hai |
| Fricativa   | sonora      | v文 vun  |          | z欲 zok  |                 |          | ɦ       |
| Nasal       | Nasal       | m目 mak  | n念 niam | n念 niam |                 | ŋ乐 ngak |         |
| Aproximante | Aproximante | w发 wat  | l老 lao  | l老 lao  | j肉 yok         |          |         |

Muchas de las variedades más habladas de hainanés tienen en particular una serie de consonantes implosivas, /ɓ/ y /ɗ/ , que se adquirieron a través del contacto con las lenguas indígenas, probablemente el hlai. Sin embargo, las variedades más conservadoras de Hainan, como la de Banqiao, permanecen más cercanas al teochew y otras variedades de  min nan, que carecen de ellas. 
El sistema consonántico del hainanés se corresponde bien con el del hokkien, pero ha sufrido cierta reestructuración. En particular: 
- Las oclusivas etimológicas simples han sufrido implosivización (*p > [ɓ] , *t > [ɗ] ) en las variedades más innovadoras como Wenchang y Haikou.
- Las oclusivas etimológicas aspiradas han espirantado (*pʰ > [ɸ] , *tʰ > [h] , *tsʰ > [ɕ] , *kʰ > [h~x] ) en las variedades más innovadoras.
- Lenición de una *b histórica en [v] en Banqiao y Haikou, aunque no en Wenchang.
- El antiguo *s se ha endurecido hasta convertirse en una oclusiva (*s > [t]), aunque en el dialecto Banqiao, más conservador, algunos casos solo han sido fortificados a (*s > [θ] ) y otros han permanecido [s] .
- El antiguo *h se ha convertido en [ɦ] en Wenchang.

Además el sonido [ʑ] es un alófono de /j/ .
Estos cambios también hacen que el hainanés se acerque al vocabulario chino-vietnamita.
| Hanzi | Mandarín | Hokkien taiwanés | Hainanés Haikou | Chino-vietnamita |
| ----- | -------- | ---------------- | --------------- | ---------------- |
| 邪    | xié      | siâ              | dia2            | da               |
| 仙    | xiān     | sian             | din1            | tiên             |
| 散    | sàn      | suànn            | dan4            | tàn              |
| 跡    | jì       | jiak             | di1             | tích             |
| 神    | shén     | sîn              | din2            | thần             |
| 痴    | chī      | chi              | si1             | si               |

### Vocales
El hainanés tiene aproximadamente siete vocales fonémicas.
|                   | Anterior | Central | Posterior |
| ----------------- | -------- | ------- | --------- |
| Vocal cerrada     | i        |         | u         |
| Vocal semicerrada | e        |         | o         |
| Vocal semiabierta | ɛ        |         | ɔ         |
| Vocal abierta     |          | a       |           |

### Tonos
| Número de tono | Nombre del tono  | Contorno  | Ejemplo |
| -------------- | ---------------- | --------- | ------- |
| 1              | yin ping (阴平)  | ˨˦ (24)   | 诗      |
| 2              | yang ping (阳平) | ˨˩ (21)   | 时      |
| 3              | yin shang (阴上) | ˨˩˩ (211) | 死      |
| 4              | yin qu (阴去)    | ˧˥ (35)   | 四      |
| 5              | yang qu (阳去)   | ˧ (33)    | 是      |
| 6              | yin ru (阴入)    | ˥ (5)     | 失      |
| 7              | yang ru (阳入)   | ˧ (3)     | 实      |
| 8              | chang ru (长入)  | ˥ (55)    | 视      |

## Romanización

### Pinyin hainanés
El pinyin hainanés (海南话拼音方案) es un sistema fonético publicado por el Departamento de Administración Educativa de la provincia de Guangdong en septiembre de 1960. Marca los tonos con números.

#### Iniciales
| IPA | Pinyin hainanés | Bǽh-oe-tu | Ejemplo |
| --- | --------------- | --------- | ------- |
| ɓ   | b               | b         | 北      |
| p   | b               | p         | 波      |
| pʰ  | p               | ph        | 坡      |
| ɸ   | p               | f         | 皮      |
| m   | m               | m         | 摩      |
| b   | v               | b         | ?       |
| v   | v               | v         | 无      |
| t   | d               | t         | 装      |
| ɗ   | dd              | d         | 刀      |
| n   | n               | n         | 挪      |
| l   | l               | l         | 罗      |
| k   | g               | k         | 哥      |
| ŋ   | ng              | g         | 俄      |
| x   | h               | kh        | 可      |
| h   | hh              | h         | 号      |
| ɠ   | gh              | g         | 我      |
| ts  | z               | c         | 支      |
| s   | s               | s         | 妻      |
| z   | y               | j         | 余      |

#### Finales
| IPA | Hainanese Pinyin | Bǽh-oe-tu | Example |
| --- | ---------------- | --------- | ------- |
| a   | a                | a         | 亚      |
| o   | o                | o         | 荷      |
| ɛ   | e                | e         | 摩      |
| i   | i                | i         | 医      |
| u   | u                | u         | 呜      |
| ai  | ai               | ai        | 哀      |
| ɔi  | oi               | oi        | 鞋      |
| au  | ao               | au        | 喉      |
| ia  | ia               | ia        | 也      |
| iɔ  | io               | io        | 腰      |
| ua  | ua               | oa        | 换      |
| ue  | ue               | oe        | 话      |
| ui  | ui               | oi        | 威      |
| uai | uai              | oai       | 坏      |
| ɔu  | ou               | ou        | 黑      |
| iu  | iu               | iu        | 柚      |
| iau | iao              | iau       | 妖      |
| iam | iam              | iam       | 厌      |
| im  | im               | im        | 音      |
| am  | am               | am        | 暗      |
| an  | an               | an        | 安      |
| in  | in               | in        | 烟      |
| un  | un               | un        | 温      |
| uan | uan              | oan       | 弯      |
| aŋ  | ang              | ag        | 红      |
| eŋ  | eng              | eg        | 英      |
| ɔŋ  | ong              | og        | 翁      |
| iaŋ | iang             | iag       | 央      |
| uaŋ | uang             | oag       | 汪      |
| iɔŋ | iong             | iog       | 匈      |
| ip  | ib               | ib        | 邑      |
| iap | iab              | iab       | 协      |
| at  | ad               | at        | 遏      |
| it  | id               | it        | 乙      |
| ut  | ud               | ut        | 核      |
| uat | uad              | oat       | 挖      |
| ak  | ag               | ak        | 鹤      |
| ek  | eg               | ek        | 益      |
| ok  | og               | ok        | 喔      |
| iok | iog              | iok       | 育      |
| uak | uag              | oak       | 廓      |
| -ʔ  | -h               | -h        | 不      |